# A Diamond
A Diamond è il singolo di debutto singolo del cantautore italiano Tananai (accreditato come Not for Us), pubblicato il 27 maggio 2015.

## Descrizione
Il brano ha avuto la partecipazione vocale della mezzosoprano australiana Anna McDougal ed è stato scritto e composto da Daniel McDougall e Stefan Storm.

## Tracce
Testi e musiche di Daniel McDougall e Stefan Storm.
1. A Diamond (feat. Anna McDougal) – 3:04